# Клейнруппин навсегда
«Клейнруппин навсегда» («Принц и нищий», нем. Kleinruppin forever) — кинокомедия 2004 года. Действие фильма происходит в 1985 году.

## Сюжет
Тим и Ронни, два брата-близнеца, младенцами после смерти родителей были разлучены, и оказались по разные стороны Берлинской стены. Они встретились спустя годы. Тим — баловень судьбы, а Ронни живёт у ночного сторожа. Тим поехал на школьную экскурсию в ГДР, где столкнулся с родным братом, который, как и он, не знает о существовании брата. Ронни уехал вместо брата в ФРГ, оставив Тима в ГДР.

## В ролях
| Актёр           | Роль                    |
| --------------- | ----------------------- |
| Тобиас Шенке    | Тим Винтер/Ронни Панцер |
| Анна Брюггеман  | Яна                     |
| Михаэль Гвиздек | Эрвин Панцер            |
| Тино Мевес      | Рене                    |
| Антье Трауэ     | Рамона                  |
| Флориан Панцнер | Хайко Козловски         |

## Рецензии
- Borcholte, Andreas. "Kleinruppin forever": Der Osten leuchtet (нем.). Der Spiegel (9 сентября 2004). Дата обращения: 15 января 2017. Архивировано 16 января 2017 года.
- Heine, Matthias. Der Osten ist rot wie die Liebe (нем.). Die Welt (9 сентября 2004). Дата обращения: 15 января 2017. Архивировано 16 января 2017 года.
- Holzer, Catherine. Kleinruppin forever [Filminfo] (нем.). Skip[нем.]. Дата обращения: 15 января 2017. Архивировано из оригинала 16 января 2017 года.
- Rother, Hans-Jörg. Zwillingsleiden: Carsten Fiebelers Filmkomödie "Kleinruppin forever" (нем.). Frankfurter Allgemeine Zeitung (10 сентября 2004). Дата обращения: 15 января 2017. Архивировано 16 января 2017 года.
- Stöhr, Mark. Ostalgie (нем.) // Schnitt[англ.]. — März 2004. — Nr. 35. — ISSN 0949-7803.